# Ander Martínez
Ander Martínez de la Orden (Madrid, 27 giugno 1995) è un cestista spagnolo.